# Cambalida deminuta
Cambalida deminuta is een spinnensoort uit de familie van de loopspinnen (Corinnidae).
De wetenschappelijke naam van de soort werd in 1910 als Castianeira deminuta gepubliceerd door Eugène Simon.